# Foghat Live
| Recensione              | Giudizio        |
| ----------------------- | --------------- |
| AllMusic                | [ 3 ]           |
| Sputnikmusic            | 4.2 (Excellent) |
| Dizionario del Pop-Rock | [ 5 ]           |

Foghat Live è un album discografico dal vivo dei Foghat, pubblicato dall'etichetta discografica Bearsville Records nell'agosto del 1977.
L'album raggiunse l'undicesimo posto (il 5 novembre 1977) della classifica statunitense Billboard 200.

## Tracce
Lato A
1. Fool for the City – 5:28 (Dave Peverett)
2. Home in My Hand – 4:56 (Dave Peverett, Rod Price)
3. I Just Want to Make Love to You – 8:46 (Willie Dixon)

Lato B
1. Road Fever – 5:29 (Dave Peverett, Rod Price)
2. Honey Hush – 5:38 (Lou Willie Turner)
3. Slow Ride – 8:20 (Dave Peverett)

Edizione CD del 1998, pubblicato dalla Bearsville Records (VICP-60302)
1. Fool for the City – 5:28 (Dave Peverett)
2. Home in My Hand – 4:56 (Dave Peverett, Rod Price)
3. I Just Want to Make Love to You – 8:46 (Willie Dixon)
4. Road Fever – 5:29 (Dave Peverett, Rod Price)
5. Honey Hush – 5:38 (Lou Willie Turner)
6. Slow Ride – 8:20 (Dave Peverett)
7. I Just Want to Make Love to You – 3:57 (Willie Dixon) – Bonus Track - Single Edit

## Formazione
- Lonesome Dave Peverett - voce solista, chitarra
- Rod Price - chitarra solista, voce
- Craig MacGregor - basso, voce
- Roger Earl - batteria

Musicisti aggiunti
- Dan Craig - percussioni
- Dave Lang - percussioni
- Nick Jameson - percussioni
- Audience - applausi

Note aggiuntive
- Nick Jameson - produttore, ingegnere delle registrazioni
- Registrazioni effettuate (al War Memorial di Rochester) nel maggio del 1977 con la RCA Mobile Unit
- Mixato al Suntreader Studios di Sharon, Vermont (Stati Uniti)
- Ringraziamenti a: Aaron Baron, Paul Cohen e a tutto lo staff del Suntreader
- Ringraziamento speciale al nostro super road Crew
- Ronnie Smith - tour manager
- Jimmy Outeda - luci e produzione show
- Bob Coffee - suono
- Dan Craig - stage manager
- Peter Corriston - design album
- Alen MacWeeney - fotografia[9]